# Zwartsprietwimperzweefvlieg
De zwartsprietwimperzweefvlieg (Dasysyrphus pinastri) is een vliegensoort uit de familie van de zweefvliegen (Syrphidae). De wetenschappelijke naam van de soort is voor het eerst geldig gepubliceerd in 1776 door De Geer.